# Kevin J. Messick
Kevin J. Messick (Califórnia, Estados Unidos, 21 de junho de 1966) é uma produtor cinematográfico americano. Como reconhecimento, foi nomeado ao Óscar 2019 na categoria de Melhor Filme por Vice (2018).